# Il mondo degli aquiloni
Il mondo degli aquiloni (Kiteworld in lingua originale) è un romanzo di fantascienza dello scrittore inglese Keith Roberts, edito nel 1985 a partire da una serie di racconti pubblicati dal 1982 al 1985.

## Storia editoriale
Il romanzo si articola in otto racconti, i primi tre dei quali sono stati pubblicati dall'autore negli anni precedenti l'uscita del romanzo stesso:
- Kitemaster (Maesto, 1982)
- Kitecadet, (Cadetto, 1983)
- Kitemistress, (Signora, 1985)

Gli altri cinque capitoli che compongono il romanzo sono: Kitecaptain (Capitano), Kiteservant (Revisore), Kitewaif (Mendicante), Kitemariner (Marinaio) e Kitekillers (Killer).
Nel 1982 Kitemaster vinse il British Science Fiction Association Award per il miglior racconto breve e fu tradotto in tedesco.
Il mondo degli aquiloni fu invece candidato allo stesso premio, nella sezione romanzi, per l'anno 1985 e al Premio John Wood Campbell Memorial per l'anno 1986, posizionandosi al 3º posto a pari merito con La musica del sangue di Greg Bear.
È stato edito per la prima volta in italiano nel 1990, tradotto da Delio Zinoni, nella collana Urania di Mondadori. Una seconda edizione in italiano è stata edita nel 2017, sempre in Urania, n. 1645 (I capolavori). Nel 1993 è stato tradotto in francese.
Keith Roberts ha scritto inoltre il racconto breve Tremarest (1986) e il romanzo Drek Yarman (2000) che si inquadrano nella serie di Kiteworld.

## Ambientazione

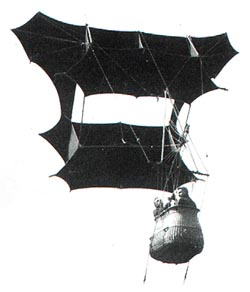
Un aquilone di Cody (1908), in grado di sollevare delle persone.

Le storie narrate sono ambientate nel "Regno", una piccola regione incontaminata di una Terra post apocalittica, confinata dal mare e dalle "Terre Morte", abitate da esseri post umani.
La società è per lo più agricola e comandata dalla Chiesa Variante, che conserva parte delle conoscenze acquisite dall'uomo prima della guerra che condusse alla distruzione generale. La Chiesa sfrutta il senso di terrore indotto nella popolazione per controllarla. Essa, infatti, assicura attraverso il Corpo (l'esercito locale sotto il suo diretto controllo) la protezione dai demoni: esseri leggendari, mostruosi e mefitici, che proverrebbero dalle Terre Morte o dal mare. Il Corpo degli Aquilonisti, infatti, non svolge funzioni militari o di polizia come potremmo intenderle oggi, ma ha il compito di rimanere di vedetta ai confini del Regno e tenere in volo gli aquiloni di Cody scaramantici, secondo una complicata liturgia che pone i membri della Chiesa Variante ai vertici della società.
I racconti sono ambientati al termine di un periodo di pace e relativo benessere, quando sorgono nuove comunità religiose a sfidare l'ordine imposto dalla Chiesa Variante.

## Trama
Il capitano protagonista del primo racconto pone in discussione con un Gran Maestro della Chiesa Variante l'utilità delle sue mansioni (che rappresentano la base della dottrina della chiesa stessa): è possibile che i demoni non siano mai esistiti? Che la Litania debba essere aggiornata? Cosa accadrebbe se i Cody fossero lasciati a terra per un giorno, senza il sacrificio di vite umane che il manovrarli costantemente richiede?
Raoul è un promettente cadetto del Corpo degli Aquilonisti. Al suo primo volo, però, precipita nelle Terre Morte e, in preda al terrore, uccide la benevola creatura che giunge a soccorrerlo. L'orrore che lo assale gli impedisce di continuare la sua professione e decide quindi di lasciare il Corpo. Viene allora indirizzato verso il Maestro Kerosin e sua moglie, la Signora Kerosina, che lo assumono perché tenga in volo gli aquiloni di protezione della loro ricca dimora. La Signora Kerosina, una donna estremamente bella e seducente, è anche una persona dalla sessualità disturbata e complessa. Seduce Raoul, che fugge dalla casa per la vergogna.
Justin Manning sogna di diventare un aquilonista sin da bambino. Lo seguiamo nel percorso, lungo e difficile, che lo porta a diventare capitano. Sua sorella, Tan, presenta un importante ritardo che le ha impedito di parlare e la fa comportare anche da adulta come fosse una bambina. La tradizione avrebbe richiesto che fosse subito uccisa, ma la sua famiglia l'ha impedito. Tra tutti, ha un rapporto speciale con Justin, l'unico che sa come prenderla. Tan diventa grande e sempre più bella. Viene sedotta da un collaboratore di Justin che, da allora, inizia una relazione incestuosa con lei. Quando vengono scoperti, Justin viene posto davanti alla scelta di affidarla alle cure della Chiesa Variante o di vederla morire. Sconvolto, sale a bordo di un Cody e lo porta ad altezze estreme. Scorge alcuni esseri alati così come vengono descritti dalla Litania, ma muore nel rienro a terra. L'accaduto provoca una prima rivolta di una base del Corpo nei confronti della Chiesa.
Rand Panington è rimasto orfano da bambino, quando suo padre - un valente aquilonista - è morto sfiancato dalla frustrazione e dalle ferite seguite ad un incidente in volo. Viene quindi cresciuto, con sua sorella Shand, da un uomo potente nella gerarchia ecclesiastica, Rone Dalgeth, che prende Shand come sua compagna quando diventa più grande. Rand si allontana da loro e si sottopone all'addestramento per entrare nel Corpo degli Aquilonisti, avvicinandosi alla Dottrina di Mezzo. All'accademia conosce Janni, della quale si innamora. Tuttavia, Rone interviene anche nella loro relazione e forza Janni ad accettare la sua compagnia.
Rand si qualifica come revisore e, in tale ruolo, visita molte basi del Corpo per verificarne le spese. Trasferito a Fishgard, nota una bambina mendicante, Velvet, e cerca di aiutarla. Velvet vive di stratagemmi e piccoli furti, operando anche come mezzana per la Signora Kerosina, che si è trasferita in città. Kerosina, ancora bellissima, rivolge le sue attenzioni a bambini e bambine del posto, che tratta con sadismo. Attratta dalla novità, avvia una relazione anche con Rand che si protrae per qualche tempo.
Quando si conclude la sua missione, Rand si trasferisce nel Southguard, portando Velvet con sé. I due aprono un'attività commerciale, ma nel Regno cominciano a sentirsi voci di guerra. La Chiesa Variante e la Dottrina di Mezzo iniziano a contrapporsi militarmente, mentre un terzo gruppo estremista, gli Ultras, prende piede nel Southguard. Quando si arriva allo scontro aperto e non si contano più le morti e le distruzioni, emerge come unica speranza la possibilità di trasferire i migliori abitanti del Regno in regioni remote, anch'esse abitate da uomini.

## Edizioni
- (EN) Keith Roberts, Kiteworld, Londra, Gollancz, 1985.
- Keith Roberts, Il mondo degli aquiloni, traduzione di Delio Zinoni, Urania n° 1127, Milano, Arnoldo Mondadori Editore, 1990.
- Keith Roberts, Kiteworld - Il mondo degli aquiloni, a cura di Giuseppe Lippi, traduzione di Delio Zinoni, Urania n° 1645, Milano, Arnoldo Mondadori Editore, 2017.